# Carl Fredrik Wennberg
Carl Fredrik Wennberg, född 27 november 1834 i Barnarps socken, död 23 oktober 1899 på Barnarps Sörgård i Barnarps socken, var en svensk ingenjör och entreprenör.
Han föddes på gästgivaregården i Barnarp som son till Nils Wennberg Jonasson (1799–1868) och växte upp i ett välbärgat hem. Han gick på Jönköpings läroverk och började utbilda sig till ingenjör på Chalmers tekniska högskola omkring 1860.
Han bosatte sig i sitt barndomshem i Barnarp och anlade 1869 en fabrik för mekanisk pappersmassa i Torsvik. Slipmassan avsattes till Stensholms Pappersbruk utanför Huskvarna. Han anlade också Barnarps fabriker 1877 med bland annat en fabrik för tillverkning av tändsticksaskar, som sysselsatte 300–400 arbetare vid sekelskiftet 1900.
År 1871 grundade han Jönköpings Westra Tändsticksfabrik vid Myntgatan på Väster i Jönköping. Han ledde fabriken och konstruerade också maskiner för den. Han sålde fabriken 1892 till Fredrik Löwenadler, innehavare av handelsfirman Trummer & Co i London. I Jönköping grundade han också Junebro Spånaskfabrik, som senare också tillverkade tändstickor.